# Біт за секунду
Біт за секунду, біт/с (англ. bit per second) — базова одиниця вимірювання швидкості передачі інформації в обчислювальній техніці і телекомунікаціях, що окреслює кількість інформації (у бітах), що передається за певний проміжок часу (за секунду).

## Суть поняття
На відміну від бодів (baud; за двійкового кодуваня боди також позначають кількість біт за секунду), в бітах за секунду вимірюється ефективний обсяг інформації, без обліку службових бітів (стартові/стопові/парність), застосовуваних за асинхронного передавання. У деяких випадках (за синхронного двійкового передавання) швидкість у бодах може бути рівною швидкості в бітах за секунду.
На вищих рівнях мережевих моделей використовують також більшу одиницю — байт за секунду (Б/c або Bps, від англ. bytes per second), що рівна 8 біт/c. За цього швидкість у бітах за секунду позначається маленькою літерою — kbps, в той час як у байтах на секунду — великою, kBps.
Написання з великої літери скорочення Б (B) від слова «байт» закріплює ДСТУ ІЕС 80000-13:2016 «Величини та одиниці», частина 13 «Інформатика та інформаційні технології» [1, с. 5], що є офіційним перекладом відповідного міжнародного стандарту ISO.

## Похідні одиниці
Для позначення більших швидкостей передачі застосовують більші одиниці, утворені за допомогою префіксів системи SI кіло-, мега-, гіга- тощо, зокрема:
- Кілобіти за секунду — кбіт/c (kbps)
- Мегабіти за секунду — Мбіт/c (Mbps)
- Гігабіти за секунду — Гбіт/c (Gbps)

За цього трактуванню префіксів, подібно з одиницями інформації, властива плутанина:
- в одних випадках кілобіт трактується як 1000 біт (згідно з SI), мегабіт як 1000 кілобіт тощо.
- в інших випадках кілобіт трактується як 1024 біта, оскільки 8 кбіт/c = 1 КБ/c (а не 0,9765625, як виходить у першому випадку).